# Rebecca Peterson
Rebecca Peterson (* 6. August 1995 in Stockholm) ist eine schwedische Tennisspielerin.

## Karriere
Peterson, deren Vater und Trainer Mart die Estnische Sozialistische Sowjetrepublik 1990 verließ und nach Schweden übersiedelte, begann im Alter von fünf Jahren mit dem Tennissport. Ab 2010 spielte sie regelmäßig auf der ITF Womens’s Circuit. Zwei Jahre später debütierte sie in Båstad im Hauptfeld eines WTA-Turniers, nachdem sie eine Wildcard erhalten hatte, scheiterte jedoch in der ersten Runde glatt an Arantxa Rus. 2013 gewann Peterson ihren ersten Profititel und startete Ende desselben Jahres eine Serie von 20 Siegen in Folge, die auch zwei Turniererfolge der $25.000-Kategorie umfasste.
2014 erhielt Peterson eine Wildcard für die Hauptrunde des Premier Mandatory-Turniers in Miami und gewann dort zum Auftakt gegen Mona Barthel, wobei sie von der Aufgabe der Gegnerin profitierte, bevor sie in der zweiten Runde an Jekaterina Makarowa scheiterte. Auch in Båstad ging sie wieder mit einer Wildcard an den Start und schied erneut in der ersten Runde aus, gewann aber gegen Saisonende einen weiteren Titel der $25.000-Kategorie. 2015 feierte sie zunächst an der Seite von Ysaline Bonaventure in Rio de Janeiro ihren ersten WTA-Titel im Doppel. Im Einzel erreichte sie dann vor heimischer Kulisse in Båstad erstmals das Viertelfinale eines WTA-Turniers und nahm im Anschluss bei den US Open 2015 an ihrer ersten Grand-Slam-Qualifikation teil, bei der sie in der zweiten Runde scheiterte. Am Ende des Jahres holte sie in Macon ihren ersten Titel bei einem Turnier der $50.000-Kategorie, auf den 2016 ein weiterer in Dothan folgte.
Aufgrund einer Verletzung am Schlagarm verpasste Peterson die erste Hälfte der Saison 2017, meldete sich aber eindrucksvoll mit einem Titelgewinn bei ihrem zweiten Turnier nach Comeback zurück. Bei den anschließenden US Open gelang ihr erstmals die Qualifikation für das Hauptfeld eines Grand-Slam-Turniers, jedoch verlor sie in der ersten Runde gegen Denisa Allertová. Nach einem weiteren Viertelfinaleinzug beim WTA-Turnier in Guangzhou sowie drei Halbfinalteilnahmen auf ITF-Ebene sowie einem weiteren bei einem Turnier der WTA Challenger Series in Honolulu, konnte sie die Saison in den Top 200 der Tennisweltrangliste beenden.
2018 erreichte sie in Acapulco erstmals das Halbfinale eines WTA-Turniers und errang im Anschluss in Cagnes-sur-Mer bei einem ITF-Turnier der $100.000-Kategorie ihren zwischenzeitlich größten Titel. In Paris überstand sie daraufhin nach einem Erfolg über Hsieh Su-wei erstmals die Auftaktrunde bei einem Grand-Slam-Turnier, bevor sie in der zweiten Runde glatt gegen Mihaela Buzărnescu verlor. Bei den US Open gelangte sie sogar in die dritte Runde, in der sie an Kaia Kanepi scheiterte. Durch Hauptfeldsiege in Cincinnati und Wuhan, konnte sie am Ende des Jahres erstmals in den besten 100 der Welt überwintern.
In der zweiten Saisonhälfte 2019 zeigte Peterson ihre bislang konstanteste Periode. Zunächst konnte sie in Washington gegen Sloane Stephens ihren ersten Sieg über eine Top-10-Spielerin verbuchen. Danach rückte sie in Cincinnati als Qualifikantin in die dritte Runde vor und gewann in Nanchang, nach einem Sieg im Endspiel über Jelena Rybakina, sowie in Tianjin, wo sie im Finale Heather Watson bezwang, ihre ersten beiden WTA-Titel. Zum Saisonabschluss erzielte sie mit Platz 43 ihre bislang höchste Weltranglistenposition. Nach einer enttäuschenden Saison 2020, in der Peterson nur drei Einzelsiege gelangen, fiel sie im Ranking zurück. Erst in der zweiten Jahreshälfte 2021 fand Peterson wieder zu den Leistungen vergangener Spielzeiten zurück und erreichte neben dem Einzug ins Halbfinale des WTA Challenger-Turniers in Båstad drei weitere Halbfinalteilnahmen auf der WTA Tour in Chicago, Nur-Sultan sowie zum Jahresende in Cluj-Napoca. Außerdem holte sie beim ITF-Turnier der $60.000-Kategorie in Rancho Santa Fe ihren mittlerweile zwölften ITF-Titel. Bei den Olympischen Sommerspielen in Tokio zog sie nach einem Auftakterfolg im Einzelwettbewerb über Mayar Sherif in die zweite Runde ein, in der sie Jelena Rybakina unterlag.
Zum Beginn der Saison 2022 konnte Peterson in Adelaide mit Aryna Sabalenka zum zweiten Mal eine Spielerin aus den besten 10 der Weltrangliste schlagen.
2014 gab Peterson beim 4:0-Playofferfolg über Thailand ihren Einstand für die schwedische Fed-Cup-Mannschaft. Seitdem hat sie für ihr Land 19 Begegnungen im Einzel und Doppel bestritten, von denen sie neun gewinnen konnte (Einzelbilanz 5:7).

## Turniersiege

### Einzel
| Nr. | Datum              | Turnier         | Kategorie         | Belag             | Finalgegnerin          | Ergebnis       |
| --- | ------------------ | --------------- | ----------------- | ----------------- | ---------------------- | -------------- |
| 1.  | 18. Mai 2013       | Båstad          | ITF $10.000       | Sand              | Zuzana Luknárová       | 6:3, 6:2       |
| 2.  | 27. Oktober 2013   | Stockholm       | ITF $10.000       | Hartplatz (Halle) | Tayisiya Morderger     | 7:62, 6:2      |
| 3.  | 3. November 2013   | Stockholm       | ITF $10.000       | Hartplatz (Halle) | Zuzana Luknárová       | 6:74, 6:2, 6:4 |
| 4.  | 7. Dezember 2013   | Mérida          | ITF $25.000       | Hartplatz         | Indy de Vroome         | 7:5, 4:6, 6:3  |
| 5.  | 14. Dezember 2013  | Mérida          | ITF $25.000       | Hartplatz         | Adriana Pérez          | 6:4, 6:0       |
| 6.  | 26. Oktober 2014   | Perth           | ITF $25.000       | Hartplatz         | Hiroko Kuwata          | 6:3, 6:0       |
| 7.  | 20. Juni 2015      | Ystad           | ITF $25.000       | Sand              | Mathilde Johansson     | 6:2, 6:1       |
| 8.  | 1. November 2015   | Macon           | ITF $50.000       | Hartplatz         | Anna Tatischwili       | 6:3, 4:6, 6:1  |
| 9.  | 24. April 2016     | Dothan          | ITF $50.000       | Sand              | Taylor Townsend        | 6:4, 6:2       |
| 10. | 18. Juni 2017      | Padua           | ITF $25.000       | Sand              | Anastassija Wassyljewa | 5:7, 6:1, 6:4  |
| 11. | 13. Mai 2018       | Cagnes-sur-Mer  | ITF $100.000      | Sand              | Dajana Jastremska      | 6:4, 7:5       |
| 12. | 15. September 2019 | Nanchang        | WTA International | Hartplatz         | Jelena Rybakina        | 6:2, 6:0       |
| 13. | 13. Oktober 2019   | Tianjin         | WTA International | Hartplatz         | Heather Watson         | 6:4, 6:4       |
| 14. | 17. Oktober 2021   | Rancho Santa Fe | ITF W60           | Hartplatz         | Elvina Kalieva         | 6:4, 6:0       |

### Doppel
| Nr. | Datum             | Turnier             | Kategorie         | Belag     | Partnerin           | Finalgegnerinnen                           | Ergebnis         |
| --- | ----------------- | ------------------- | ----------------- | --------- | ------------------- | ------------------------------------------ | ---------------- |
| 1.  | 30. März 2013     | Scharm asch-Schaich | ITF $10.000       | Hartplatz | Malin Ulvefeldt     | Alina Mikejewa Jillian O’Neill             | 6:3, 6:4         |
| 2.  | 31. Mai 2013      | Raʿanana            | ITF $10.000       | Hartplatz | Lee Or              | Saray Sterenbach Ekaterina Tour            | 6:1, 6:2         |
| 3.  | 6. September 2014 | Alphen aan den Rijn | ITF $25.000       | Sand      | Eva Wacanno         | Richèl Hogenkamp Lesley Kerkhove           | 6:4, 6:4         |
| 4.  | 21. Februar 2015  | Rio de Janeiro      | WTA International | Sand      | Ysaline Bonaventure | Irina-Camelia Begu María Irigoyen          | 3:0 Aufgabe      |
| 5.  | 6. März 2015      | Curitiba            | ITF $25.000       | Sand      | Ysaline Bonaventure | Beatriz García Vidagany Florencia Molinero | 4:6, 6:3, [10:5] |
| 6.  | 8. August 2015    | Pilsen              | ITF $25.000       | Sand      | Barbora Krejčíková  | Lenka Kunčíková Karolína Stuchlá           | 6:4, 6:3         |
| 7.  | 16. November 2015 | Scottsdale          | ITF $50.000       | Hartplatz | Julia Glushko       | Viktorija Golubic Stephanie Vogt           | 4:6, 7:5, [10:6] |
| 8.  | 8. Juli 2022      | Båstad              | WTA Challenger    | Sand      | Misaki Doi          | Mihaela Buzărnescu Irina Chromatschowa     | kampflos         |

## Abschneiden bei Grand-Slam-Turnieren

### Einzel
| Turnier         | 2015 | 2016 | 2017 | 2018 | 2019 | 2020 | 2021 | 2022 | 2023 | 2024 | Karriere |
| --------------- | ---- | ---- | ---- | ---- | ---- | ---- | ---- | ---- | ---- | ---- | -------- |
| Australian Open | —    | Q1   | —    | Q1   | 2    | 1    | 1    | 2    | Q1   | Q2   | 2        |
| French Open     | —    | Q1   | —    | 2    | 2    | 1    | 2    | —    | 2    | —    | 2        |
| Wimbledon       | —    | Q3   | Q2   | 2    | 1    |      | 1    | 1    | 1    | —    | 2        |
| US Open         | Q2   | Q3   | 1    | 3    | 2    | 1    | 1    | 1    | 1    | —    | 3        |

Zeichenerklärung: S = Turniersieg; F, HF, VF, AF = Einzug ins Finale / Halbfinale / Viertelfinale / Achtelfinale; 1, 2, 3 = Ausscheiden in der 1. / 2. / 3. Hauptrunde; Q1, Q2, Q3 = Ausscheiden in der 1. / 2. / 3. Qualifikationsrunde; nicht ausgetragen

### Doppel
| Turnier         | 2018 | 2019 | 2020 | 2021 | 2022 | 2023 | Karriere |
| --------------- | ---- | ---- | ---- | ---- | ---- | ---- | -------- |
| Australian Open | —    | 1    | —    | 1    | VF   | —    | VF       |
| French Open     | —    | 2    | 1    | 1    | —    | —    | 2        |
| Wimbledon       | —    | 2    |      | —    | —    | 1    | 2        |
| US Open         | 1    | 1    | —    | 2    | 2    | —    | 2        |